# Lepomis microlophus

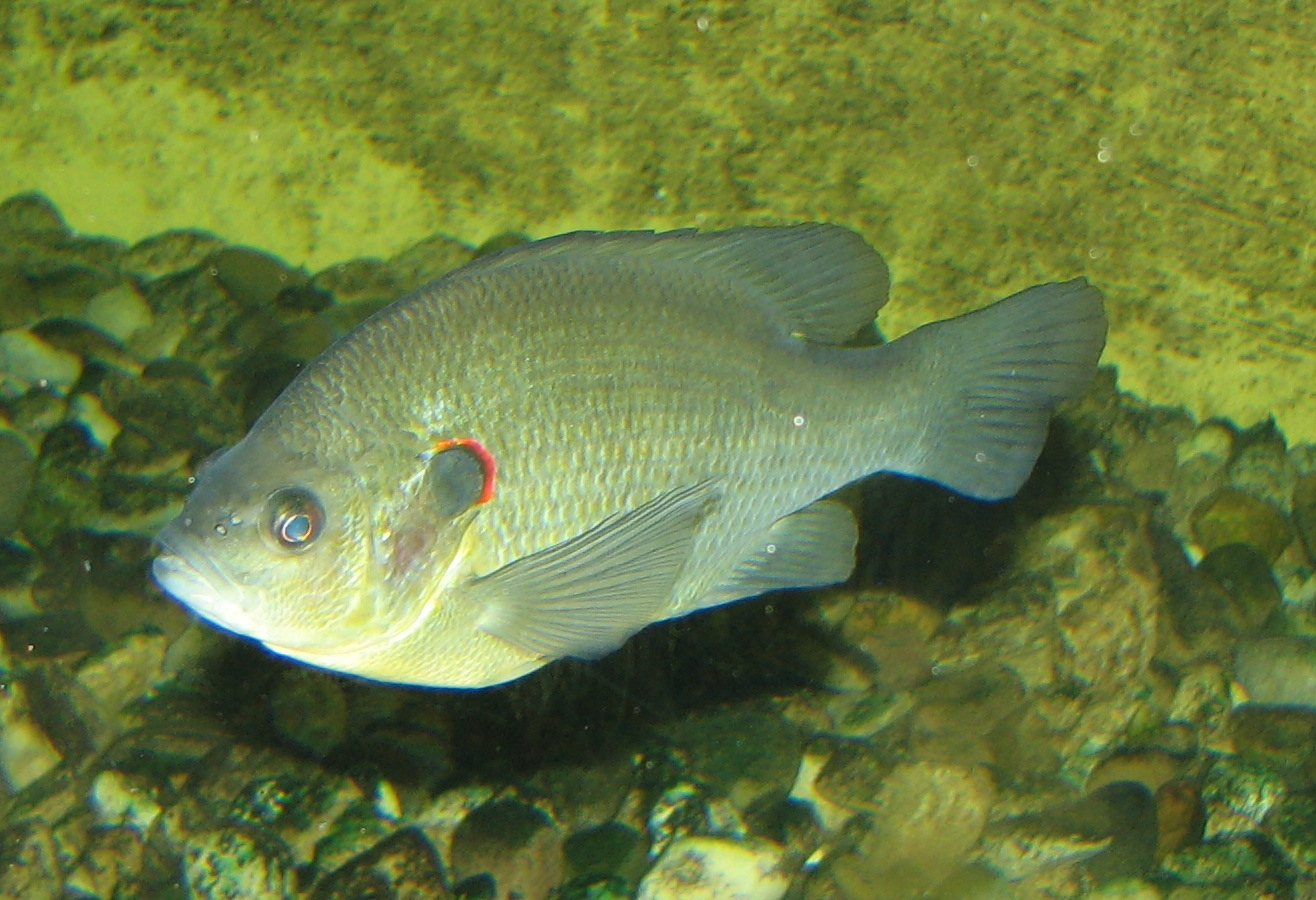
Lepomis microlophus al zoo de Louisville

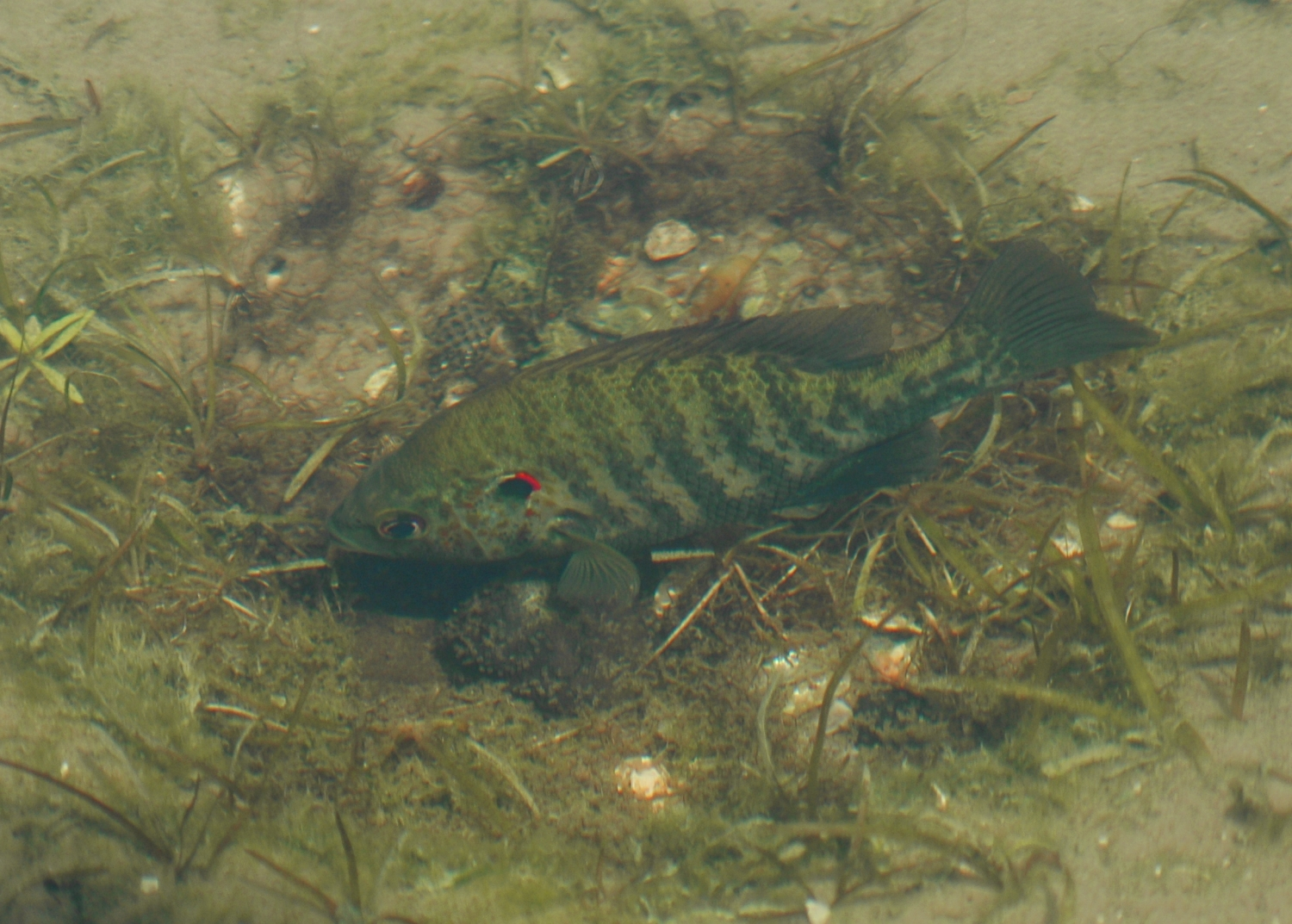
Mascle protegint la posta d'ous a Margate (Florida).

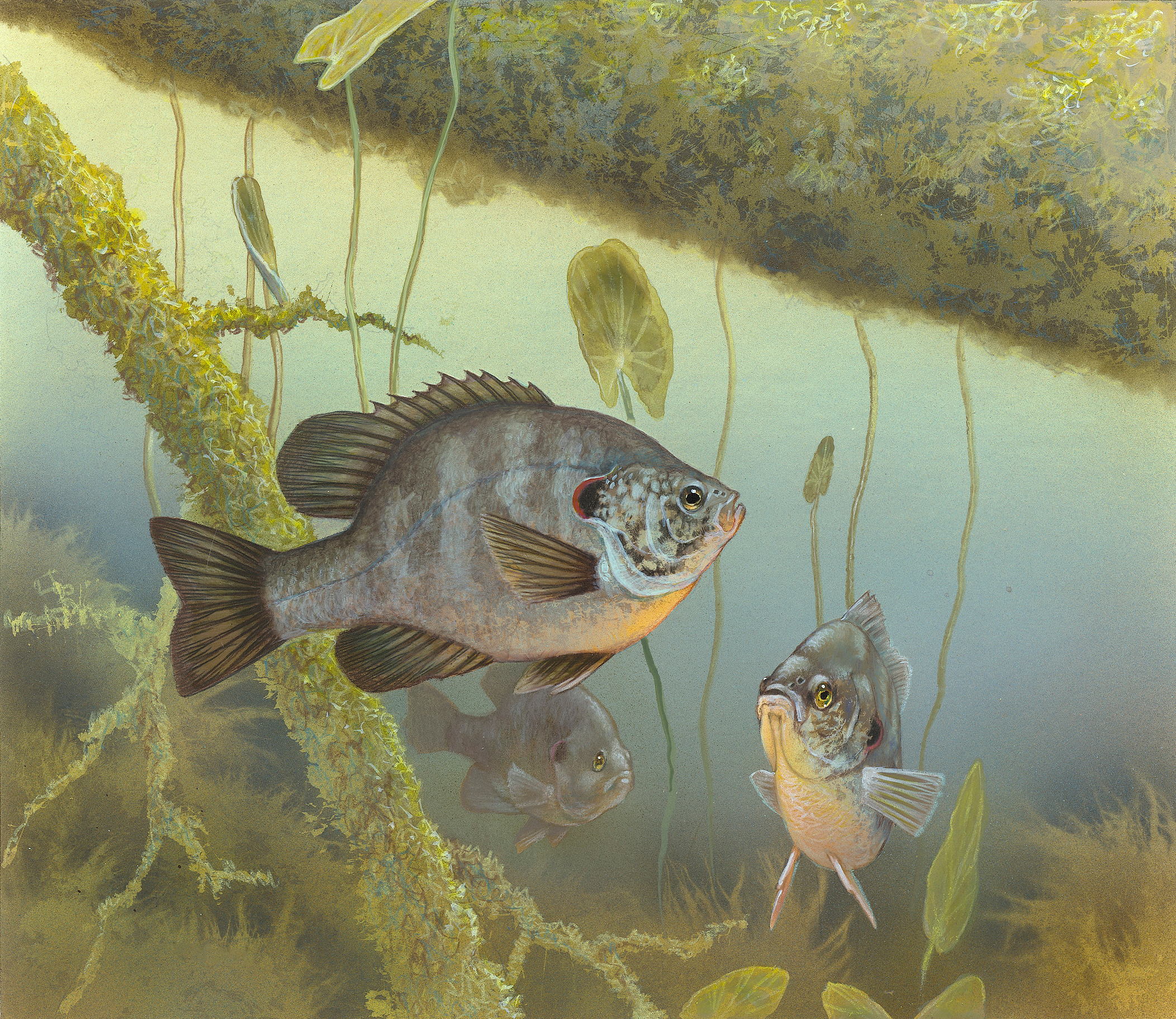
Dibuix

Lepomis microlophus és una espècie de peix pertanyent a la família dels centràrquids.

## Descripció
- Pot arribar a fer 43,2 cm de llargària màxima (normalment, en fa 19,2)[3] i 220 g de pes.[4]
- És de color verd oliva amb taques verdes més fosques i d'altres de color vermell. N'hi ha exemplars que presenten franges al llarg dels costats.
- El color de la part inferior varia entre groguenc i crema.
- Boca petita.
- Aletes pectorals més llargues i punxegudes que les dels altres centràrquids.
- La primera aleta dorsal conté 10 espines i entre 10 i 12 radis.[5]

## Reproducció
És ovípar.

## Alimentació
Mostra preferència per menjar mol·luscs, per la qual cosa hom considera que té una gran potencial per al control dels mol·luscs vectors de l'esquistosomosi.

## Hàbitat
És un peix d'aigua dolça, demersal i de clima subtropical (40°N-26°N), el qual habita llacunes, pantans, llacs de fons fangosos o sorrencs i gorgs coberts de vegetació de rius petits i mitjans.

## Distribució geogràfica
Es troba a Nord-amèrica: ocupa l'àrea compresa entre el riu Savannah (Carolina del Sud), el riu Nueces (Texas) i la conca del riu Mississipi al sud d'Indiana i Illinois. Ha estat introduït a altres indrets dels Estats Units, el Marroc, Sud-àfrica, Panamà i Puerto Rico.

## Longevitat
La seua esperança de vida és de 7 anys.

## Observacions
És inofensiu per als humans.